# Costaros
Costaros is een gemeente in het Franse departement Haute-Loire (regio Auvergne-Rhône-Alpes) en telt 549 inwoners (1999). De plaats maakt deel uit van het arrondissement Le Puy-en-Velay.

## Geografie
De oppervlakte van Costaros bedraagt 3,8 km², de bevolkingsdichtheid is 144,5 inwoners per km².
De onderstaande kaart toont de ligging van Costaros met de belangrijkste infrastructuur en aangrenzende gemeenten.

## Demografie
Onderstaande figuur toont het verloop van het inwonertal (bron: INSEE-tellingen).